# Leonce Oleffe
Leonce Eugene Ernest Joseph Ghislain Oleffe (Mont-Saint-Guibert, 25 augustus 1897 - Sint-Pieters-Woluwe, 19 november 1972) was een Belgische atleet, die gespecialiseerd was in de middellange afstand. Hij nam eenmaal deel aan de Olympische Spelen.

## Biografie
In 1920 nam Oleffe op de 800 m en op de 1500 m deel aan de Olympische Spelen van Antwerpen. Hij werd telkens uitgeschakeld in de series.
Oleffe was aangesloten bij Racing Brussel.

## Palmares

### 800 m
- 1920: 7e in serie OS in Antwerpen

### 1500 m
- 1920: 5e in serie OS in Antwerpen - 4.11,5 (geschat)
- 1922:  BK AC